# Bulau (Wald)

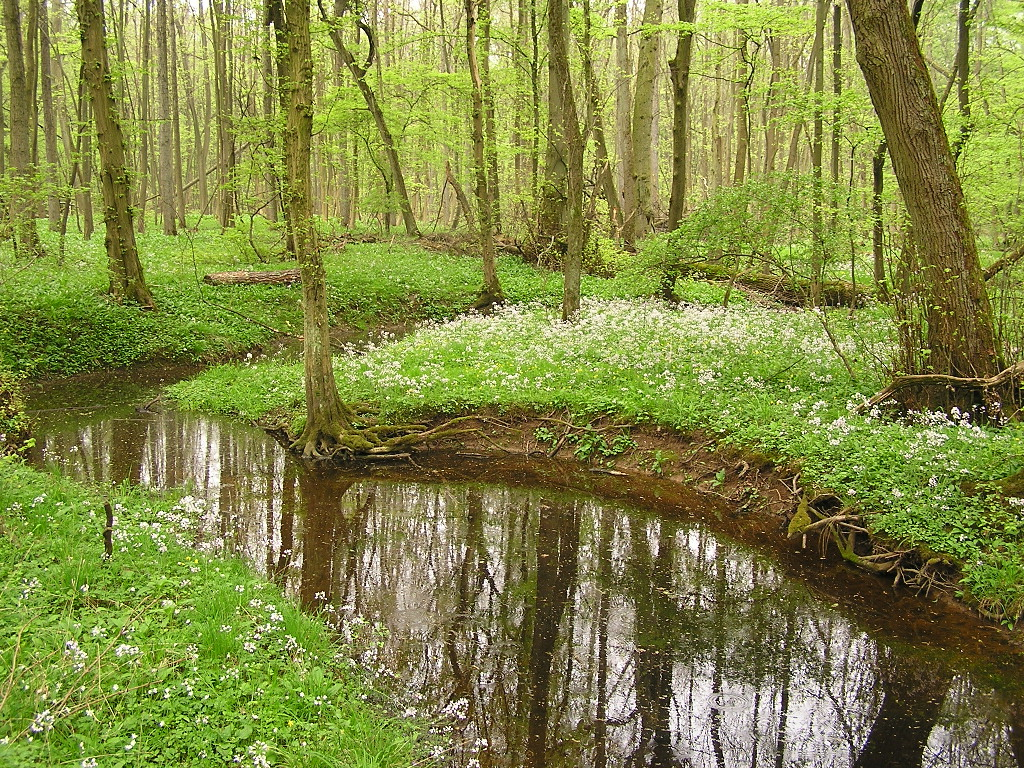
Einer der vielen Gräben in der Bulau

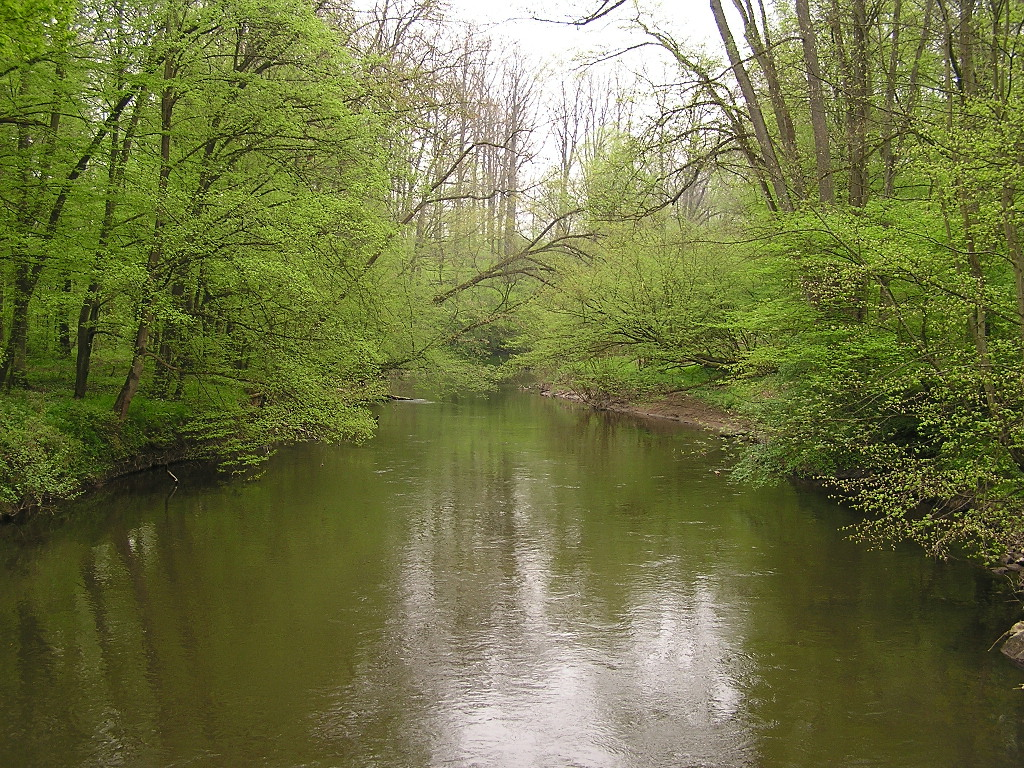
Die Kinzig in der Bulau

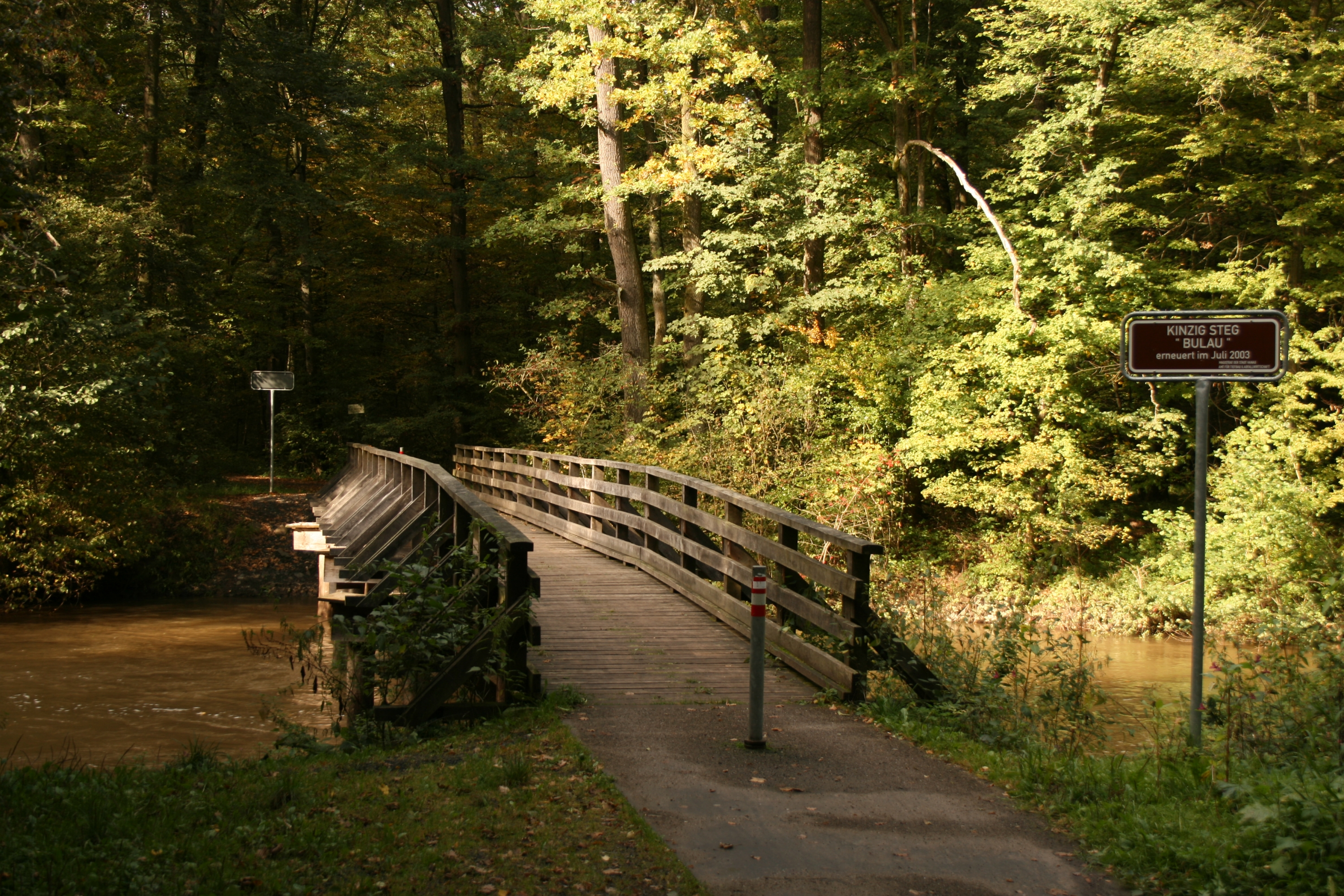
Der Kinzigsteg in der Bulau, eine der wenigen Fußgängerbrücken über den Fluss.

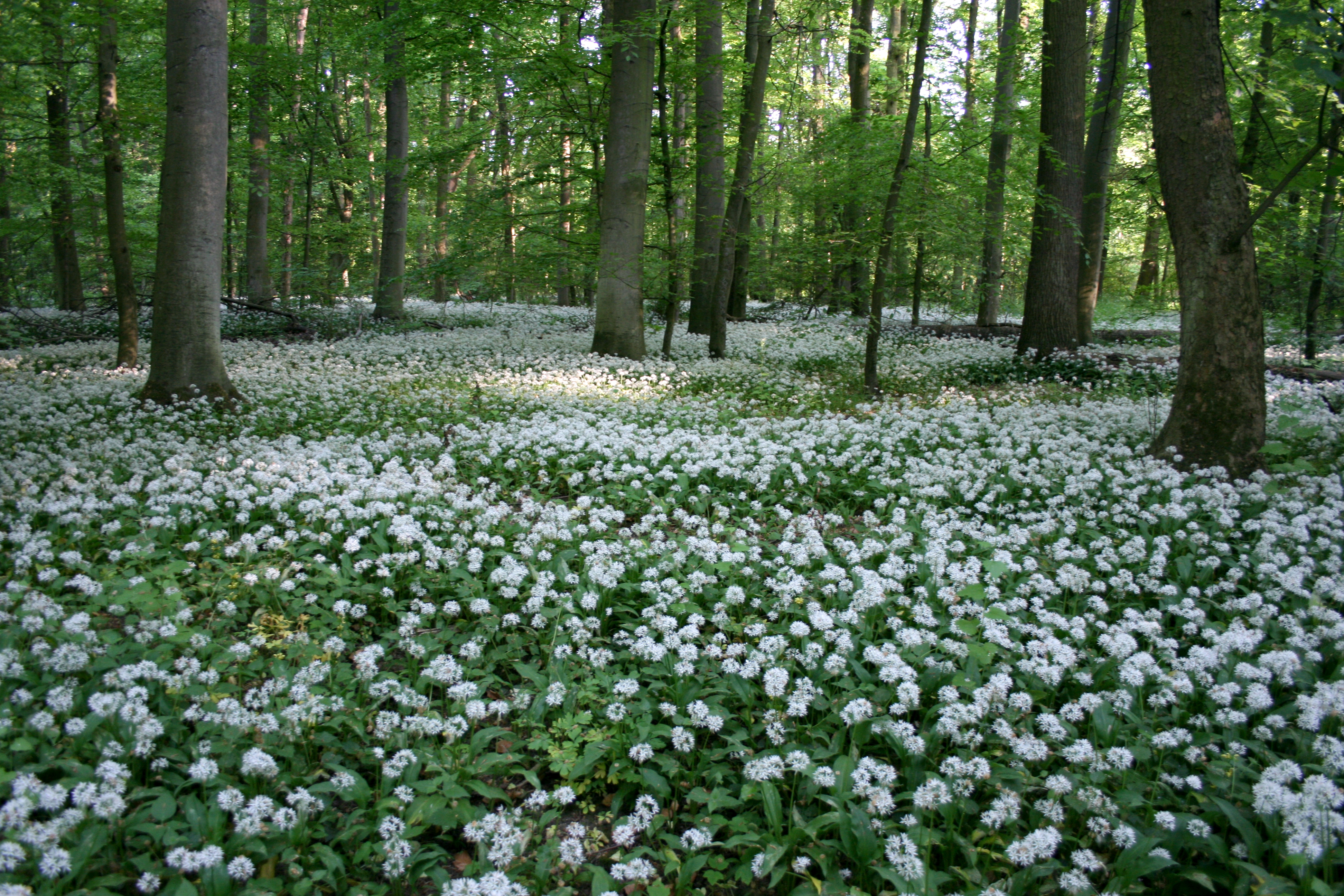
Bärlauchblüte in der Bulau im Frühjahr

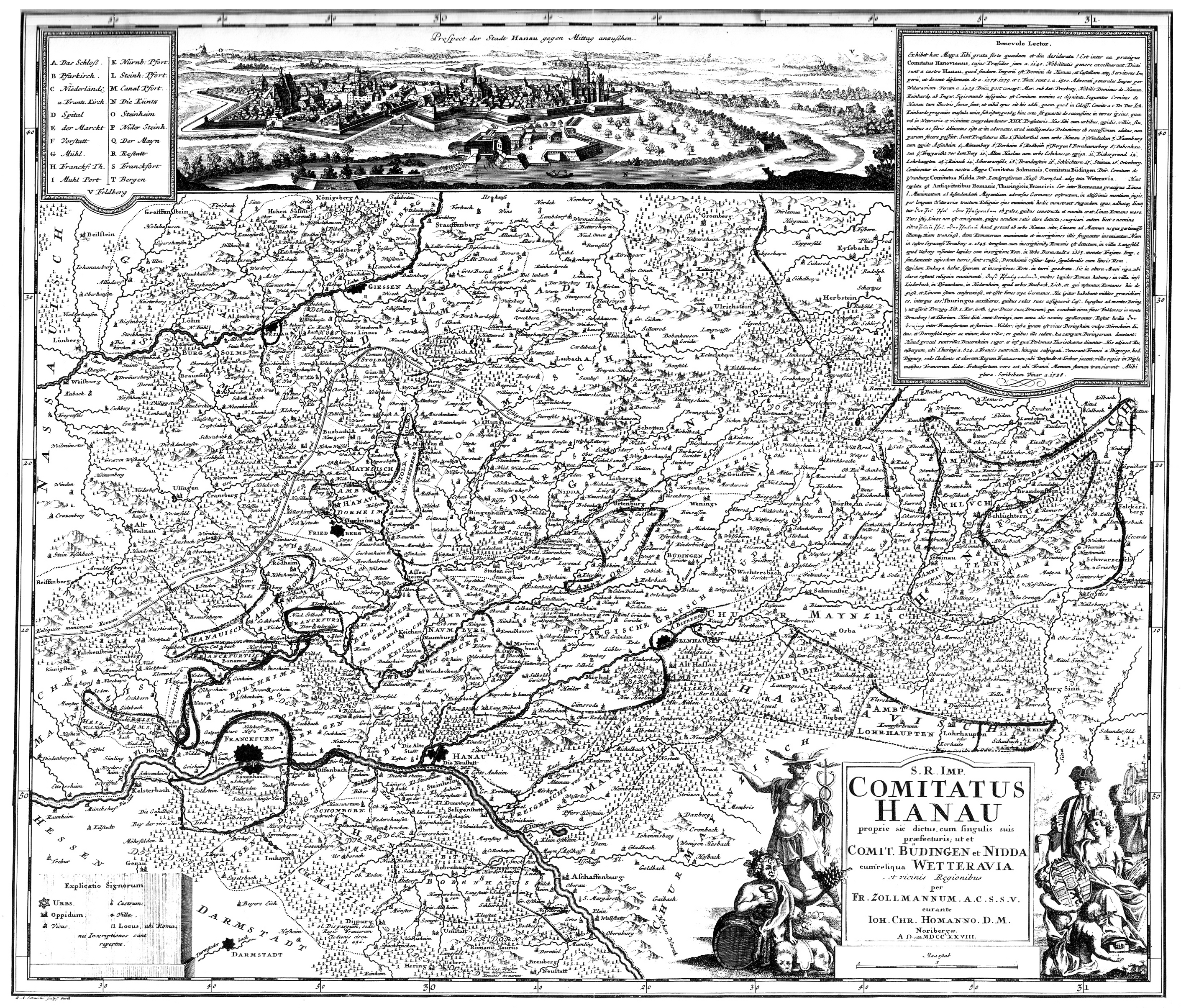
Karte Friedrich Zollmanns von 1728, die seit ihrem Erscheinen die Frage nach der Namensherkunft der Bulau aufgeworfen hat

Die Bulau ist ein ehemals zusammenhängendes Waldgebiet nordöstlich von Hanau. Sie ist ein sehr naturbelassener Wald am Unterlauf der Kinzig und aufgrund des Artenreichtums in weiten Teilen als FFH-Gebiet Erlensee bei Erlensee und Bulau bei Hanau geschützt. Außerdem finden sich in der Bulau gut erhaltene Abschnitte des Obergermanisch-Raetischen Limes, die Klosterruine St. Wolfgang, das Forstamt Wolfgang mit der hessischen Forstsamendarre sowie die Barbarossaquelle. Ob sich der Name des Waldes von Pfahl, dem römischen Limes, ableitet - wie z. B. bei Pohl-Göns -, ist bis heute umstritten.

## Der Wald

### Geographie
Die Bulau liegt westlich der letzten Ausläufer des Naturparks Spessart, nördlich schließt sich das Ronneburger Hügelland und nordwestlich die Wetterau an. Sie erstreckt sich vom Hanauer Stadtteil Wolfgang bis zum Stadtteil Rückingen der Hanauer Nachbarkommune Erlensee. Die Bulau umfasst einen Teil der Gemarkungen von Rodenbach und dem Hanauer Stadtteil Großauheim. Die Größe des FFH-Gebiets beträgt 583 ha, es schließt das Naturschutzgebiet Erlensee bei Erlensee ein.
Geprägt wird der Wald hauptsächlich von der Kinzig und ihrem Nebenfluss Lache, die mit ihren regelmäßigen Überschwemmungen die zahlreichen Bodenmulden und Altarme mit Wasser füllen. Ein Teil der Bodenmulden sind Bombentrichter, Hinterlassenschaften der Luftangriffe auf Hanau im Zweiten Weltkrieg. Entsprechend bildet die Bulau ein natürliches Retentionsgebiet für die flussabwärts in einer Kinzigschleife gelegene Kernstadt Hanaus und den Zufluss zum Main. Zusammen mit dem Retentionsgebiet nordöstlich der A 66 könnte sich bei geringen baulichen Maßnahmen ein zusätzliches Stauvolumen von 3.100.000 m³ ergeben.
Die Autobahnen A 66 und A 45 Dortmund–Aschaffenburg zerteilen das Gebiet der Bulau. Für einen Teil der Schneisen (Waldwege) wurden Brücken errichtet, die ermöglichen, dass Fußgänger, Radfahrer und Forstfahrzeuge die Autobahn überqueren können. Östlich der B43 sind der Bulau eigentlich noch einige Waldgebiete wie die Rote Lache in der Gemarkung Wolfgang zugehörig, die auf topographischen Karten die Bezeichnung Große Bulau tragen.

### Flora
Durch großflächige Relikte einer alten Auenlandschaft gehört die Bulau zu den natürlichsten Flusssystemen Hessens. Als Naturschutzgebiet sind große Teile der Bulau von forstwirtschaftlicher Holznutzung weitgehend ausgenommen. Durch regelmäßige Überflutung und relativ späte Belaubung der Stieleichen und Hainbuchen konnten sich vor allem Frühjahrsblüher ansiedeln. An seltenen Pflanzen sind Breitblättrige Stendelwurz, Wasserschwertlilie, Maiglöckchen, Waldschlüsselblume, Sumpf-Veilchen und Gemeiner Bärlauch nachgewiesen. Letzterer sorgt im Frühjahr für einen deutlichen Bärlauch-Geruch im kompletten Waldgebiet.

### Fauna
Zusammen mit den Kinzigwiesen bei Erlensee und dem durch Kies- und Sandabbau entstandenen Erlensee (16,5 ha) gehört die Bulau zu den artenreichsten Gebieten der Region. Der See dient weiterhin als Rast- und Brutplatz für einige wassergebundene Vogelarten, darunter Haubentaucher, Flussregenpfeifer, Reiherente, Tafelente, Pfeifente, Kormoran, Graureiher und Eisvogel. In der Bulau leben außerdem Feuersalamander, Kamm-Molche, Gelbbauchunken und Ringelnattern.

## Etymologie
Der Name wurde auf einer Karte von 1728 (Friedrich Zollmann, Comitatus Hanau) von Pfahl, also dem Limes abgeleitet, und der Wald als Polau, Pfol- oder Pfalau bezeichnet. Zwar verläuft der Limes durch die Bulau, was aber in der ersten Hälfte des 18. Jahrhunderts wenig bekannt war. Heutige Überlegungen zweifeln an dieser Herleitung, da der Name erstmals auf der Zollmannschen Karte erscheint und später von dort übernommen wurde. Bereits der Hanauer Archivar Johann Adam Bernhard, ein Zeitgenosse Zollmanns, wies darauf hin, dass der Name in dieser Form nie vor Erscheinen der Karte belegt ist, stattdessen sind in mittelalterlichen Urkunden die Namensformen Bulahe, Bulaha und Bule belegt.
Ernst Julius Zimmermann wollte im frühen 20. Jahrhundert den Namen von Buchlohe als ein örtliches Synonym für einen Buchenwald ableiten. Der Hanauer Historiker Eckhard Meise lehnt all diese Deutungen ab und bevorzugt eine Ableitung von Bühl, das im süddeutschen Raum recht verbreitet ist. Als demzufolge vorhandenen Hügel favorisiert er die leichte Anhöhe im Bogen der Kinzig, auf der sich die heutige Altstadt Hanau befindet. Eine analoge Verwendung der Bezeichnung „Bulau“ in Bezug auf eine Anhebung gibt es für ein Gebiet südlich von Hanau in Dreieich und Rödermark.

## Geschichte

### Limes

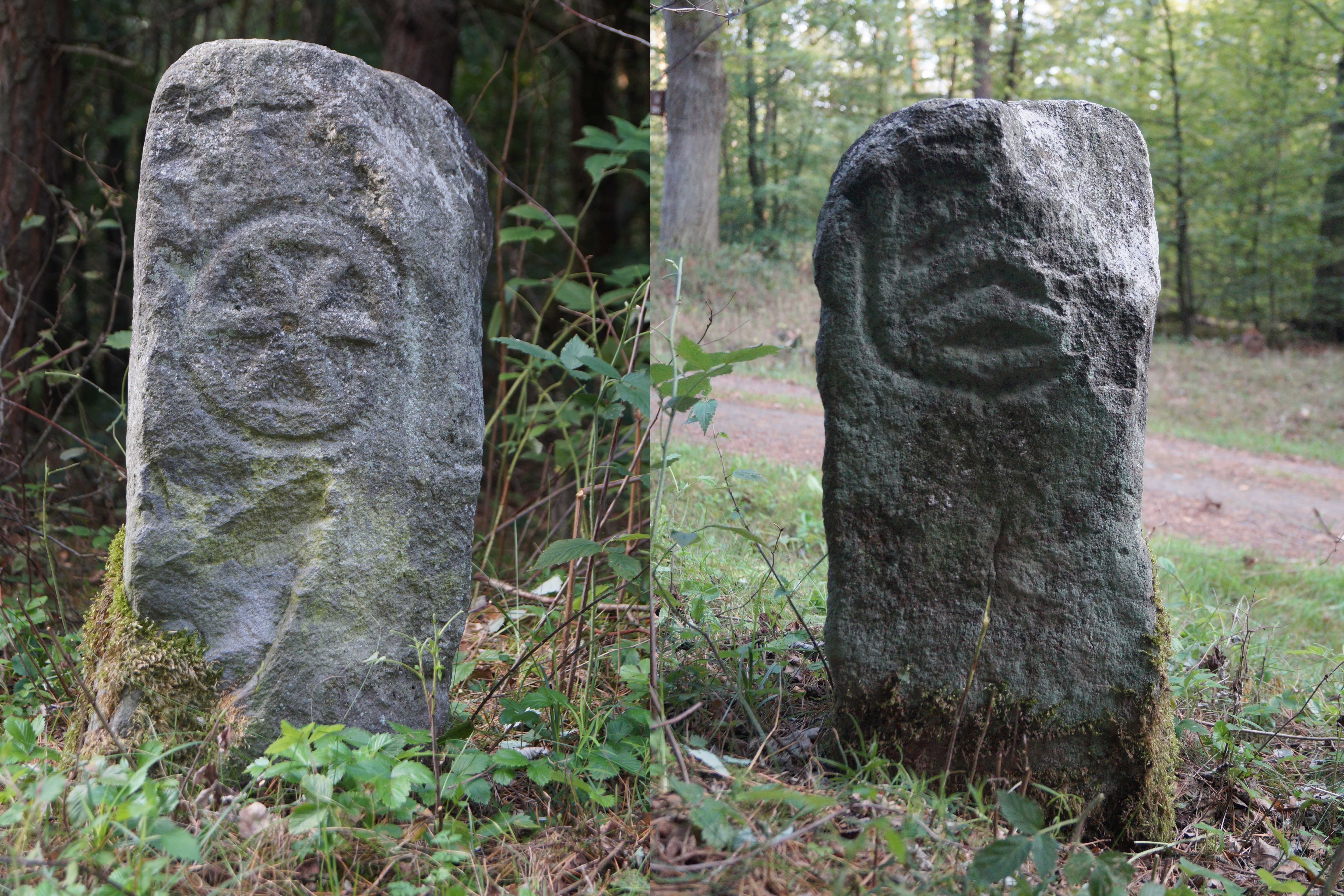
Historischer Grenzstein an der Birkenhainer Straße am Rande der Großen Bulau nordöstlich Hanau-Neuwirtshaus. Links Südseite (Mainzer Rad), rechts Nordseite (Hanauer Sparren).

Unter römischer Herrschaft verlief durch dieses Gebiet der Obergermanisch-Raetische Limes, die Grenze zwischen Römischem Reich und "freiem" Germanien. Die baulichen Reste der Grenzanlage sind heute Weltkulturerbe der UNESCO. Der Limes tritt in annäherndem nord-südlichem Verlauf, aus der Wetterau kommend, in die Bulau unmittelbar südlich der Kinzig und des Kastells Rückingen auf Erlenseer Gemarkung ein. Hier sind nördlich der A 45 wenige Abschnitte gut erhalten, allerdings größtenteils abseits begehbarer Wege. Im Bereich der Autobahn ist er stark zerstört. Erst westlich der Autobahn finden sich wieder besser erhaltene Abschnitte (ab Wachposten 5/11). Er durchquerte den heute noch unbegehbaren Doppelbiersumpf in Form eines Bohlenweges, weil die feuchte Umgebung die Anlage von Wall und Graben schon in der Antike unmöglich machte.
Südlich des Doppelbiersumpfs folgen wieder einige gut erhaltene Abschnitte bis zur erneuten Kreuzung mit der A 45. Gut erhalten ist das südlich der Autobahn gelegene Kleinkastell Neuwirtshaus. Der Limes verläuft dort allerdings nur schwach sichtbar unter einem modernen Forstweg. Im Bereich Neuwirtshaus sind die Limesanlagen mit Schautafeln versehen. Bis zum Kastell Großkrotzenburg sind nur noch wenige Abschnitte sichtbar. Dort erreicht der Limes den Main, der im weiteren Verlauf nach Süden die Reichsgrenze bildete (sogenannter Nasser Limes).

### Mittelalter und frühe Neuzeit
1150 kam die Bulau aus Königsbesitz an das Stift St. Maria ad Gradus in Mainz. 1277 erwarb Reinhard I. den Wald im Tausch gegen anderen Grundbesitz. 1468 wurde mitten im Wald das Kloster St. Wolfgang der Serviten errichtet, aber schon 1525 im Bauernkrieg wieder zerstört. Die Erwerbsgeschichte von Mainz spielte noch am Ende des 16. Jahrhunderts eine Rolle, als der Erzbischof und Kurfürst von Mainz versuchte, mit dem Argument, dass der Bau der Neustadt Hanau durch Graf Philipp Ludwig II. von Hanau-Münzenberg gegen ihm zustehende Jagdrechte in der Bulau verstieße, den Bau der Neustadt Hanau zu verhindern.
Die Bürger der Altstadt Hanau besaßen ein althergebrachtes Recht, Schweine in den umliegenden Wäldern, besonders der Bulau, zu mästen. Die ältesten Belege dafür liegen aus dem Jahr 1240 vor. Eine Auseinandersetzung mit der gräflichen Kanzlei des Jahres 1540 legt nahe, dass es sich dabei nicht um ein Hüterecht, sondern einen Gnadenerweis der Grafen an die Bürger der Altstadt handelte, der aber die stattliche Zahl von 350 Tieren umfasste. Mit der Gründung der Neustadt wurde diese zunächst nicht berücksichtigt, was zu weiteren Verwicklungen bis zu einer Klage vor dem Reichskammergericht führte. Die Einigung bestand darin, dass der Hirte der Altstadt auch Tiere aus der Neustadt mitführte. In der Bulau hat sich nördlich der Auffahrt Hanau-Wolfgang zur Bundesstraße 43a der Gemarkungsname Sausteige erhalten. Mit dem Wandel Hanaus zur Industriestadt im 19. Jahrhundert hatte sich das städtische Halten und Mästen von Schweinen überholt, der letzte Sauhirte wurde 1878 entlassen.
Der Wald wurde von den Grafen von Hanau als Jagdgebiet genutzt. Graf Johann Reinhard III. errichtete hier 1715 das kleine Jagdschloss Wolfgang. Bis zum Aussterben des Hauses Hanau verblieb die Bulau bei Hanau, fiel durch den Erbfall dann an die Landgrafschaft Hessen-Kassel, das spätere Kurfürstentum Hessen und mit diesem 1866 an das Königreich Preußen.

### Samendarre und Forstamt Wolfgang
Gegründet 1884 liegt im Waldgebiet neben der Ruine des Klosters St. Wolfgang, die dem benachbarten Hanauer Stadtteil den Namen gab, die Hessische Samendarre mit ihren umfangreichen Baumsamenvorräten. Sie ist Teil des Forstamtes Wolfgang und nutzt das ehemalige Jagdschloss der Grafen von Hanau als Verwaltungsgebäude. Die Anlage steht als Kulturdenkmal nach dem Hessischen Denkmalschutzgesetz unter Denkmalschutz. Das Forstamt bietet Führungen durch die Bulau an.
Kulturdenkmäler in der Bulau:

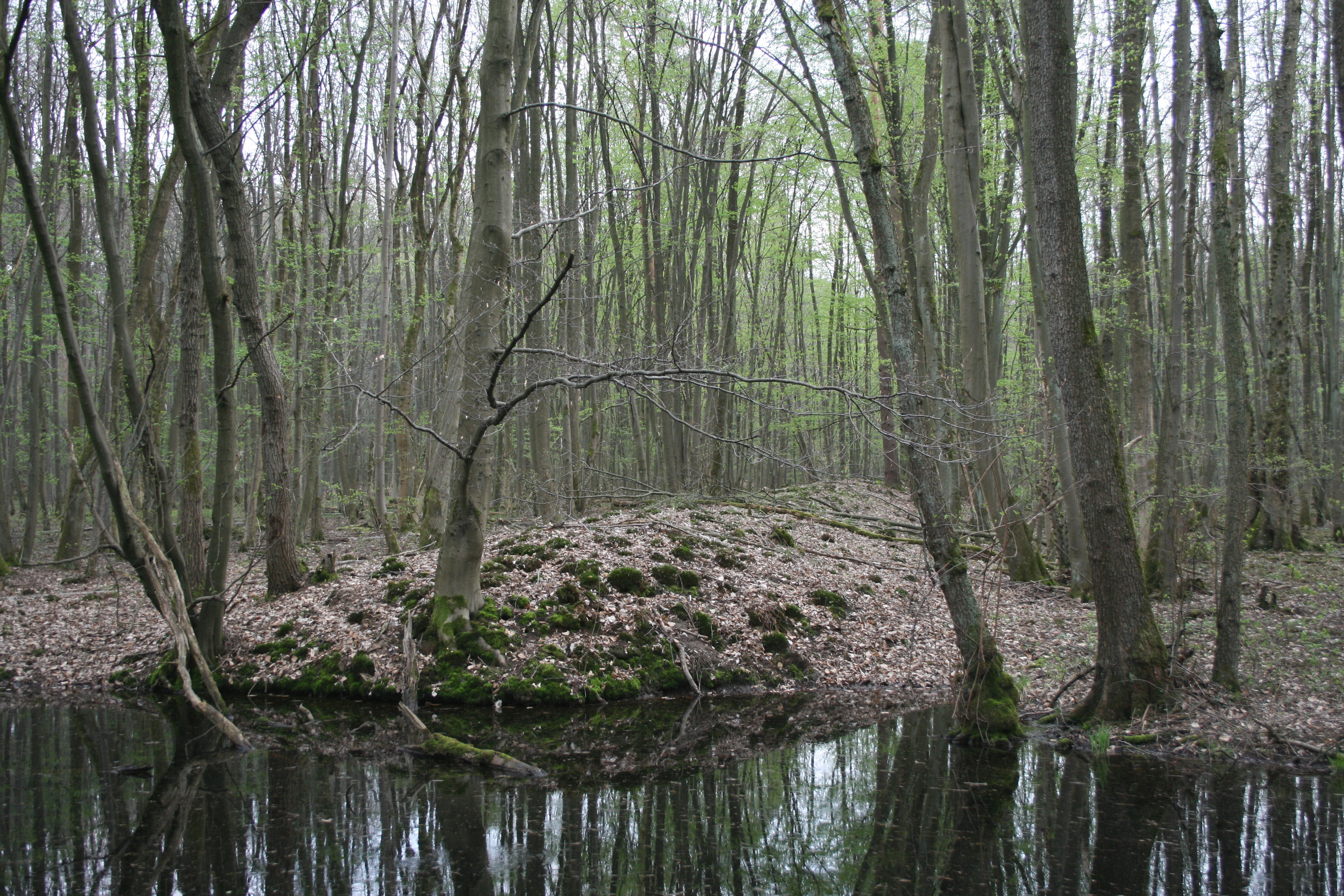
Gut erhaltener Abschnitt des Limes (2010)
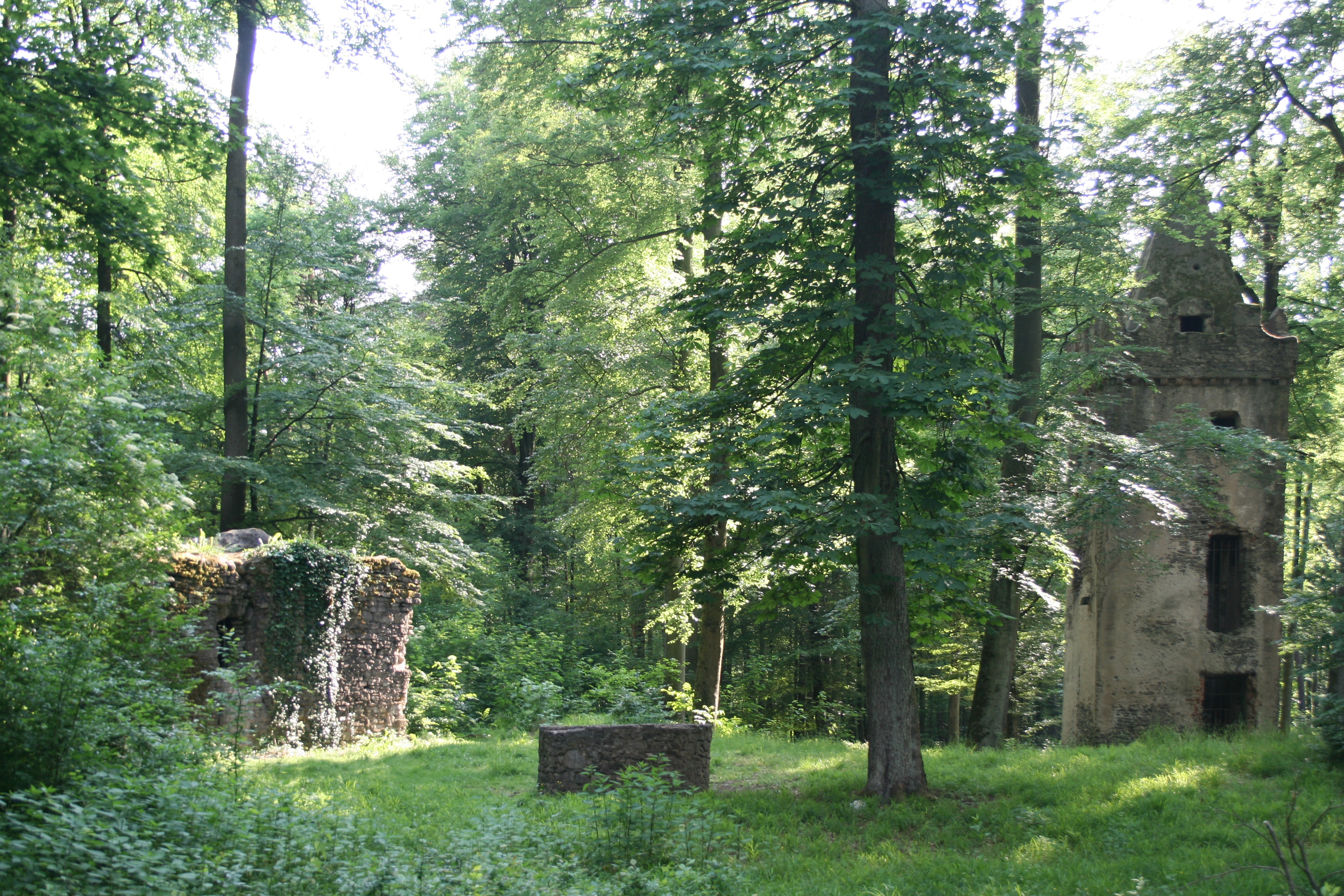
Ruine des Klosters Wolfgang
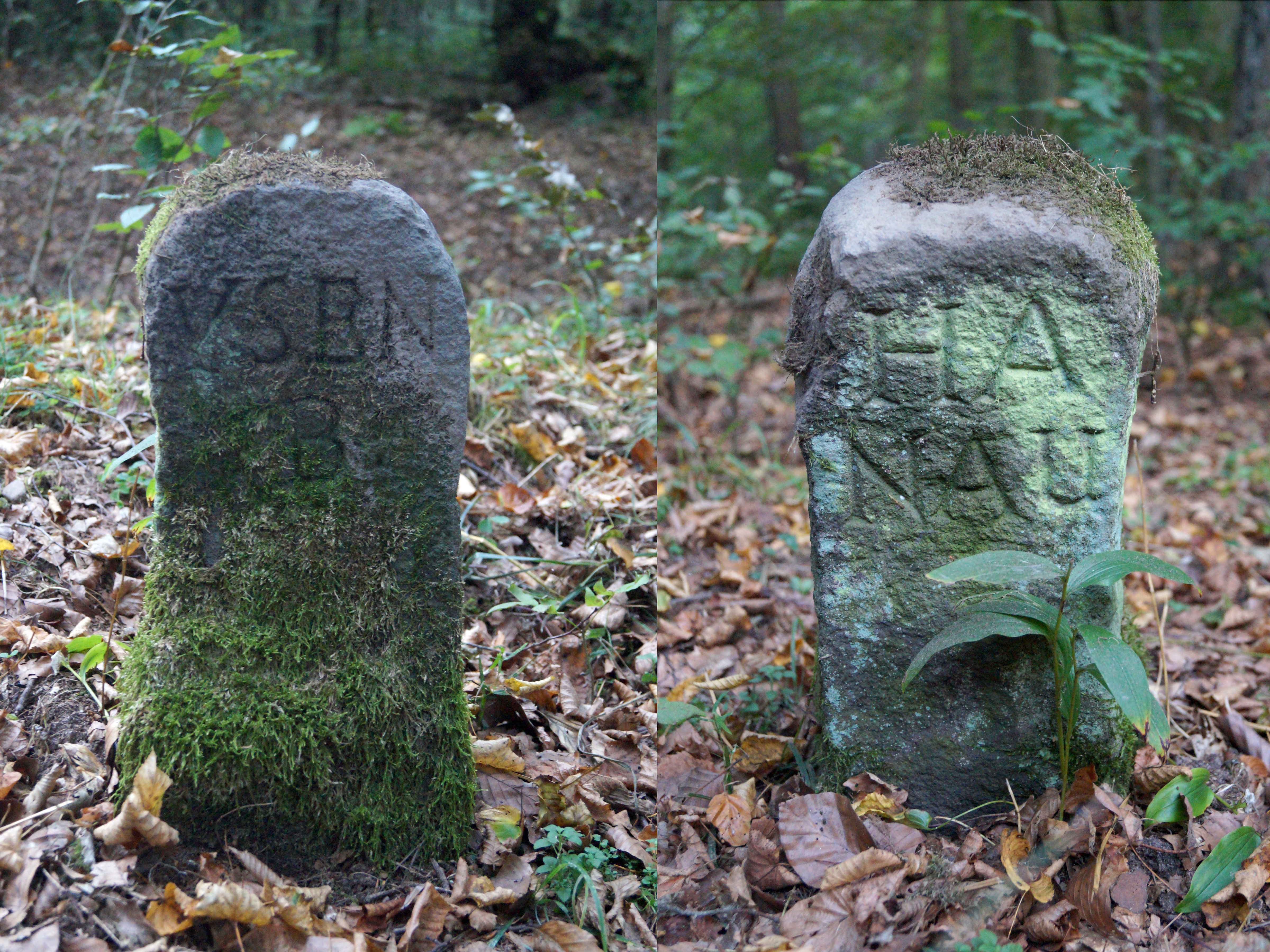
Grenzstein in der Bulau zwischen Hanau und Erlensee: Links Nordseite (YSEN/B, zum ysenburgischen Gericht Langendiebach), rechts Südseite (HA/NAU). Grenzsteine dieser Art stehen regelhaft ca. alle 20 m entlang eines hier gut erhaltenen Grenzwalles mit begleitendem Graben, beides bildet heute noch die Hanauer Stadtgrenze.
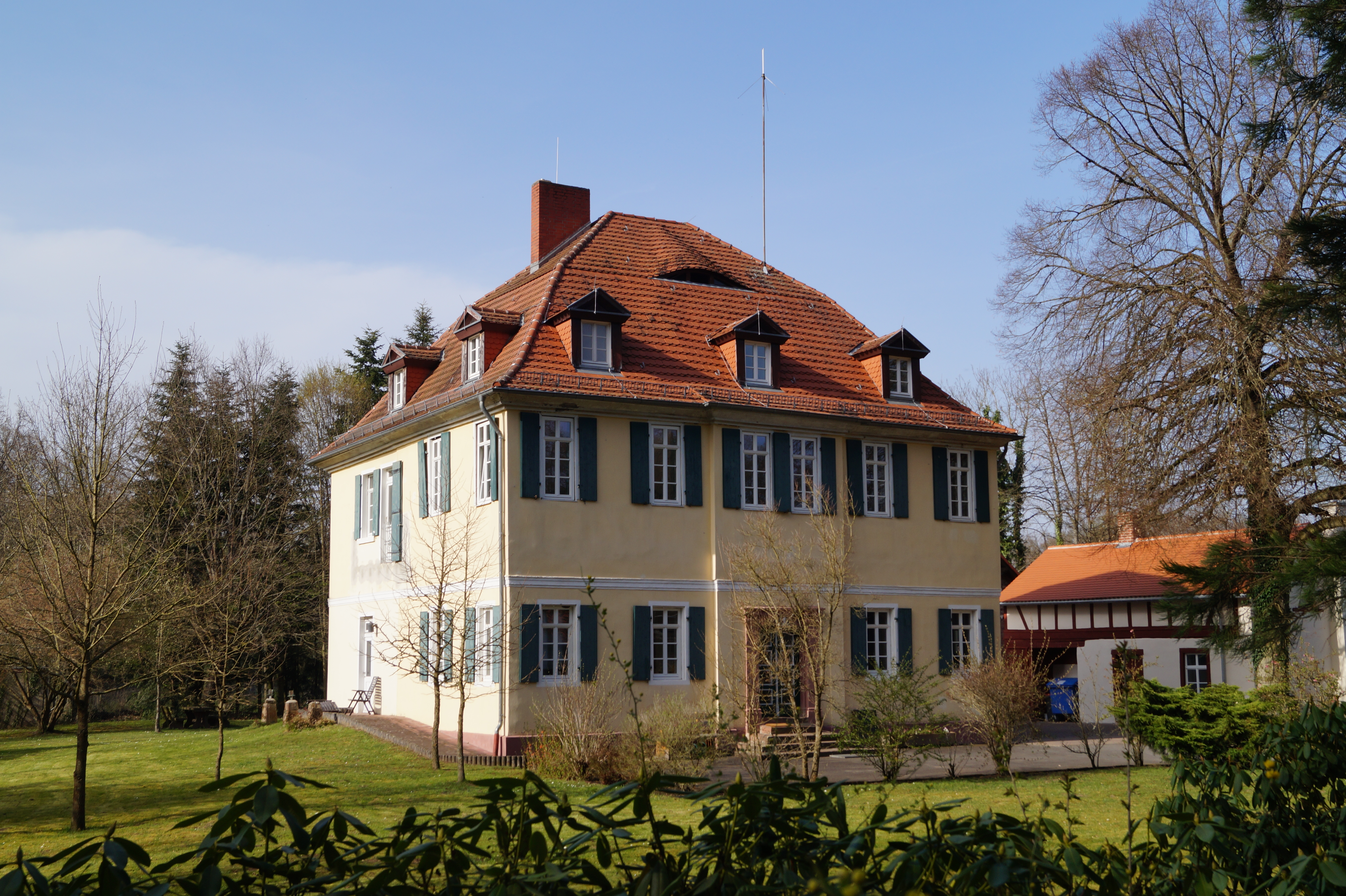
Jagdschloss Wolfgang

### Zweiter Weltkrieg
Im Zweiten Weltkrieg fielen bei Luftangriffen auf Hanau auch zahlreiche Bomben in die Bulau. Die Explosionskrater sind an vielen Stellen noch zu sehen. Weiter wurden hier in der Endphase des Krieges auch Flak-Stellungen errichtet.